# کمارو
کمارو (به ایتالیایی: Cammoro) یک منطقهٔ مسکونی در ایتالیا است که در سلانو واقع شده‌است. کمارو ۱۷ نفر جمعیت دارد و ۹۶۸ متر بالاتر از سطح دریا واقع شده‌است.